# Cratere Phaedra
Phaedra  è un cratere sulla superficie di Venere.